# 81-я параллель северной широты
81-я параллель северной широты — воображаемая линия, проходящая по поверхности северного полушария Земли. Расстояние до экватора — 8992 км., до Северного полюса — 1005 км. В связи с тем, что параллель находится значительно севернее северного полярного круга, на ней в течение нескольких летних недель (летнее солнцестояние) солнце не опускается за горизонт (полярный день), а в течение нескольких зимних (зимнее солнцестояние) — не поднимается над ним (полярная ночь).

## Проходит через
Начиная от Гринвичского меридиана на восток 81-я параллель северной широты проходит через арктические острова России и Канады, Гренландию:
| Координаты                | Страна, территория или море         | Примечания                                                                  |
| ------------------------- | ----------------------------------- | --------------------------------------------------------------------------- |
| 81°00′ с. ш. 0°00′ в. д.  | Атлантический океан                 | Гренландское море                                                           |
| 81°00′ с. ш. 12°00′ в. д. | Северный Ледовитый океан            |                                                                             |
| 81°00′ с. ш. 54°27′ в. д. | Россия                              | ок. 75 км.; через о-ва Солсбери, Циглера и Грили (арх. Земля Франца-Иосифа) |
| 81°00′ с. ш. 58°45′ в. д. | Северный Ледовитый океан            |                                                                             |
| 81°00′ с. ш. 60°13′ в. д. | Россия                              | ок. 23 км.; через о-в Ла-Ронсьер (арх. Земля Франца-Иосифа)                 |
| 81°00′ с. ш. 61°31′ в. д. | Северный Ледовитый океан            |                                                                             |
| 81°00′ с. ш. 64°10′ в. д. | Россия                              | ок. 20 км.; через о-в Греэм-Белл (арх. Земля Франца-Иосифа)                 |
| 81°00′ с. ш. 65°20′ в. д. | Карское море                        |                                                                             |
| 81°00′ с. ш. 93°47′ в. д. | Россия                              | ок. 50 км.; через о-в Комсомолец (арх. Северная Земля)                      |
| 81°00′ с. ш. 96°39′ в. д. | Северный Ледовитый океан            |                                                                             |
| 81°00′ с. ш. 95°16′ з. д. | Канада                              | ок. 64 км.; через о-в Аксель-Хейберг (Канадский Арктический архипелаг)      |
| 81°00′ с. ш. 91°35′ з. д. | пролив Нансена (англ. Nansen Sound) |                                                                             |
| 81°00′ с. ш. 88°14′ з. д. | Канада                              | ок. 372 км.; через о-в Элсмир (Канадский Арктический архипелаг)             |
| 81°00′ с. ш. 66°50′ з. д. | Пролив Нэрса                        |                                                                             |
| 81°00′ с. ш. 64°33′ з. д. | Гренландия                          | ок. 892 км.                                                                 |
| 81°00′ с. ш. 13°16′ з. д. | Атлантический океан                 | Гренландское море                                                           |